# Eray Cömert
Eray Ervin Cömert (Basilea, 4 febbraio 1998) è un calciatore svizzero di origini turche, difensore del Valencia e della nazionale svizzera.

## Caratteristiche tecniche
Di ruolo difensore centrale, si distingue per l'aggressività e la personalità con cui gioca.

## Carriera
Cresciuto nel settore giovanile del Basilea, ha esordito in prima squadra il 7 maggio 2016, nella partita di campionato vinta 2-3 contro lo Zurigo. Il 6 marzo 2017 viene ceduto in prestito fino al termine della stagione al Lugano. Il 7 luglio 2017 passa, sempre a titolo temporaneo, al Sion. A fine prestito fa ritorno al Basilea, in cui milita sino al 25 gennaio 2022, giorno in cui viene acquistato dal Valencia.
Il 26 agosto 2023 passa in prestito ai francesi del Nantes
Il 1º settembre successivo fa il proprio debutto con i canarini in Ligue 1 giocando titolare nel pareggio interno per 1-1 contro l'Olympique Marsiglia, valido per la 4ª giornata di campionato. Il 23 settembre successivo sigla la prima rete in maglia gialloverde, contribuendo alla vittoria in rimonta per 5-3 dei canarini contro il Lorient.
Conclusa la stagione in Francia, fa ritorno al Valencia, che il 10 luglio 2024 lo cede in prestito ai connazionali del Real Valladolid.

## Statistiche

### Presenze e reti nei club
Statistiche aggiornate al 5 febbraio 2025.
| Stagione        | Squadra         | Campionato      | Campionato | Campionato | Coppe nazionali | Coppe nazionali | Coppe nazionali | Coppe continentali | Coppe continentali | Coppe continentali | Altre coppe | Altre coppe | Altre coppe | Totale | Totale | Totale |
| Stagione        | Squadra         | Comp            | Pres       | Reti       | Comp            | Pres            | Reti            | Comp               | Pres               | Reti               | Comp        | Pres        | Reti        | Pres   | Reti   |        |
| --------------- | --------------- | --------------- | ---------- | ---------- | --------------- | --------------- | --------------- | ------------------ | ------------------ | ------------------ | ----------- | ----------- | ----------- | ------ | ------ | ------ |
| 2015-2016       | Basilea         | SL              | 5          | 0          | CS              | -               | -               | UEL                | 0                  | 0                  | -           | -           | -           | 5      | 0      |        |
| 2016-mar. 2017  | Basilea         | SL              | 0          | 0          | CS              | 2               | 0               | UCL                | 0                  | 0                  | -           | -           | -           | 2      | 0      |        |
| mar.-giu. 2017  | Lugano          | SL              | 12         | 0          | CS              | -               | -               | -                  | -                  | -                  | -           | -           | -           | 12     | 0      |        |
| 2017-2018       | Sion            | SL              | 12         | 0          | CS              | 0               | 0               | UEL                | 0                  | 0                  | -           | -           | -           | 12     | 0      |        |
| 2018-2019       | Basilea         | SL              | 24         | 1          | CS              | 2               | 0               | UCL+UEL            | 1+4                | 0+1                | -           | -           | -           | 31     | 2      |        |
| 2019-2020       | Basilea         | SL              | 33         | 2          | CS              | 3               | 0               | UCL+UEL            | 4+10               | 1 +0               | -           | -           | -           | 50     | 3      |        |
| 2020-2021       | Basilea         | SL              | 30         | 1          | CS              | 0               | 0               | UEL                | 3                  | 0                  | -           | -           | -           | 33     | 1      |        |
| 2021-gen. 2022  | Basilea         | SL              | 9          | 1          | CS              | 2               | 0               | UECL               | 8                  | 0                  | -           | -           | -           | 19     | 1      |        |
| Totale Basilea  | Totale Basilea  | Totale Basilea  | 101        | 5          |                 | 9               | 0               |                    | 30                 | 2                  |             | -           | -           | 140    | 7      |        |
| gen.-giu. 2022  | Valencia        | PD              | 8          | 0          | CR              | 1               | 0               | -                  | -                  | -                  | -           | -           | -           | 9      | 0      |        |
| 2022-2023       | Valencia        | PD              | 22         | 1          | CR              | 1               | 0               | -                  | -                  | -                  | SS          | 1           | 0           | 24     | 1      |        |
| ago. 2023       | Valencia        | PD              | 0          | 0          | CR              | -               | -               | -                  | -                  | -                  | -           | -           | -           | 0      | 0      |        |
| Totale Valencia | Totale Valencia | Totale Valencia | 30         | 1          |                 | 2               | 0               |                    | -                  | -                  |             | 1           | 0           | 33     | 1      |        |
| 2023-2024       | Nantes          | L1              | 25         | 2          | CF              | 2               | 0               | -                  | -                  | -                  | -           | -           | -           | 27     | 2      |        |
| 2024-2025       | Real Valladolid | PD              | 16         | 0          | CR              | 3               | 0               | -                  | -                  | -                  | -           | -           | -           | 19     | 0      |        |
| Totale carriera | Totale carriera | Totale carriera | 196        | 8          |                 | 16              | 0               |                    | 30                 | 2                  |             | 1           | 0           | 243    | 10     |        |

### Cronologia di presenze e reti in nazionale
| Cronologia completa delle presenze e delle reti in nazionale ― Svizzera | Cronologia completa delle presenze e delle reti in nazionale ― Svizzera | Cronologia completa delle presenze e delle reti in nazionale ― Svizzera | Cronologia completa delle presenze e delle reti in nazionale ― Svizzera | Cronologia completa delle presenze e delle reti in nazionale ― Svizzera | Cronologia completa delle presenze e delle reti in nazionale ― Svizzera | Cronologia completa delle presenze e delle reti in nazionale ― Svizzera | Cronologia completa delle presenze e delle reti in nazionale ― Svizzera |
| Data                                                                    | Città                                                                   | In casa                                                                 | Risultato                                                               | Ospiti                                                                  | Competizione                                                            | Reti                                                                    | Note                                                                    |
| ----------------------------------------------------------------------- | ----------------------------------------------------------------------- | ----------------------------------------------------------------------- | ----------------------------------------------------------------------- | ----------------------------------------------------------------------- | ----------------------------------------------------------------------- | ----------------------------------------------------------------------- | ----------------------------------------------------------------------- |
| 8-9-2019                                                                | Sion                                                                    | Svizzera                                                                | 4 – 0                                                                   | Gibilterra                                                              | Qual. Euro 2020                                                         | -                                                                       | 65’                                                                     |
| 7-10-2020                                                               | San Gallo                                                               | Svizzera                                                                | 1 – 2                                                                   | Croazia                                                                 | Amichevole                                                              | -                                                                       |                                                                         |
| 11-11-2020                                                              | Lovanio                                                                 | Belgio                                                                  | 2 – 1                                                                   | Svizzera                                                                | Amichevole                                                              | -                                                                       |                                                                         |
| 31-3-2021                                                               | San Gallo                                                               | Svizzera                                                                | 3 – 2                                                                   | Finlandia                                                               | Amichevole                                                              | -                                                                       |                                                                         |
| 30-5-2021                                                               | San Gallo                                                               | Svizzera                                                                | 2 – 1                                                                   | Stati Uniti                                                             | Amichevole                                                              | -                                                                       | 69’                                                                     |
| 3-6-2021                                                                | San Gallo                                                               | Svizzera                                                                | 7 – 0                                                                   | Liechtenstein                                                           | Amichevole                                                              | -                                                                       |                                                                         |
| 1-9-2021                                                                | Basilea                                                                 | Svizzera                                                                | 2 – 1                                                                   | Grecia                                                                  | Amichevole                                                              | -                                                                       | 46’                                                                     |
| 29-3-2022                                                               | Zurigo                                                                  | Svizzera                                                                | 1 – 1                                                                   | Kosovo                                                                  | Amichevole                                                              | -                                                                       |                                                                         |
| 9-6-2022                                                                | Lancy                                                                   | Svizzera                                                                | 0 – 1                                                                   | Spagna                                                                  | UEFA Nations League 2022-2023 - 1º turno                                | -                                                                       |                                                                         |
| 17-11-2022                                                              | Abu Dhabi                                                               | Ghana                                                                   | 2 – 0                                                                   | Svizzera                                                                | Amichevole                                                              | -                                                                       |                                                                         |
| 24-11-2022                                                              | Al Wakrah                                                               | Svizzera                                                                | 1 – 0                                                                   | Camerun                                                                 | Mondiali 2022 - 1º turno                                                | -                                                                       | 90’                                                                     |
| 6-12-2022                                                               | Lusail                                                                  | Portogallo                                                              | 6 – 1                                                                   | Svizzera                                                                | Mondiali 2022 - Ottavi di finale                                        | -                                                                       | 46’ 59’                                                                 |
| 15-11-2023                                                              | Felcsút                                                                 | Israele                                                                 | 1 – 1                                                                   | Svizzera                                                                | Qual. Euro 2024                                                         | -                                                                       | 90+5’                                                                   |
| 18-11-2023                                                              | Basilea                                                                 | Svizzera                                                                | 1 – 1                                                                   | Kosovo                                                                  | Qual. Euro 2024                                                         | -                                                                       | 84’                                                                     |
| 26-3-2024                                                               | Dublino                                                                 | Irlanda                                                                 | 0 – 1                                                                   | Svizzera                                                                | Amichevole                                                              | -                                                                       |                                                                         |
| 15-11-2024                                                              | Zurigo                                                                  | Svizzera                                                                | 1 – 1                                                                   | Serbia                                                                  | UEFA Nations League 2024-2025 - 1º turno                                | -                                                                       | 54’                                                                     |
| 18-11-2024                                                              | Santa Cruz de Tenerife                                                  | Spagna                                                                  | 3 – 2                                                                   | Svizzera                                                                | UEFA Nations League 2024-2025 - 1º turno                                | -                                                                       | 81’                                                                     |
| 25-3-2025                                                               | San Gallo                                                               | Svizzera                                                                | 3 – 1                                                                   | Lussemburgo                                                             | Amichevole                                                              | -                                                                       | 89’                                                                     |
| Totale                                                                  |                                                                         | Presenze                                                                | 18                                                                      |                                                                         | Reti                                                                    | 0                                                                       |                                                                         |

## Palmarès

### Club
- Coppa Svizzera: 1

Basilea: 2018-2019